# لیک شنگریلا، ویسکانسین
لیک شنگریلا (به انگلیسی: Lake Shangrila) یک منطقهٔ مسکونی در ایالات متحده آمریکا است که در سیلم واقع شده‌است. لیک شنگریلا ۲٫۵ کیلومتر مربع مساحت و ۸۶۱ نفر جمعیت دارد و ۲۴۹ متر بالاتر از سطح دریا واقع شده‌است.